# Curral Grande
Curral Grande (crioll capverdià Kurral Grandi) és una vila a l'oest de l'illa de Fogo a l'arxipèlag de Cap Verd. Està situada 8 kilòmetres al nord-est de São Filipe.